# Oxytropis longirostra
Oxytropis longirostra är en ärtväxtart som beskrevs av Dc. Oxytropis longirostra ingår i släktet klovedlar, och familjen ärtväxter. Inga underarter finns listade i Catalogue of Life.